# Бушар I де Бре
Бушар I де Бре (фр. Bouchard I de Bray; ум. после 958) — сеньор де Бре, считающийся родоначальником дома Монморанси.

## Биографические сведения
Согласно Андре Дюшену, также был сеньором д'Экуан и де Марли. Ссылаясь на хронику аббатства Сен-Пьер-ле-Виф, он сообщает, что в 958 Бушар и его жена Ильдегарда основали в Бре-сюр-Сен женский монастырь. 
Мнение о том, что Бушар был сыном Обри, виконта Орлеана, и дочери английского короля Эдреда, было опровергнуто Фердинандом Лотом, указавшим, что оно основано на подложном средневековом дипломе; тем не менее, происхождение этого сеньора от рода виконтов Орлеанских вполне вероятно. 
По мнению Дюшена, Ильдегарда могла быть дочерью Тибо Мошенника, графа Тура, Блуа и Шартра, и принесла в приданое город Монморанси.

## Семья
Жена: Ильдегарда N
Согласно Дюшену, сыновьями Бушара I были:
- Бушар II де Монморанси (ум. 1008/1012), сеньор де Монморанси
- Обри де Монморанси (ум. после 987), сеньор Вийе-ан-Анжу, родоначальник сеньоров де Вийе
- Тибо де Монморанси, родоначальник сеньоров де Бре, де Монлери и графов де Рошфор